# 飾繩

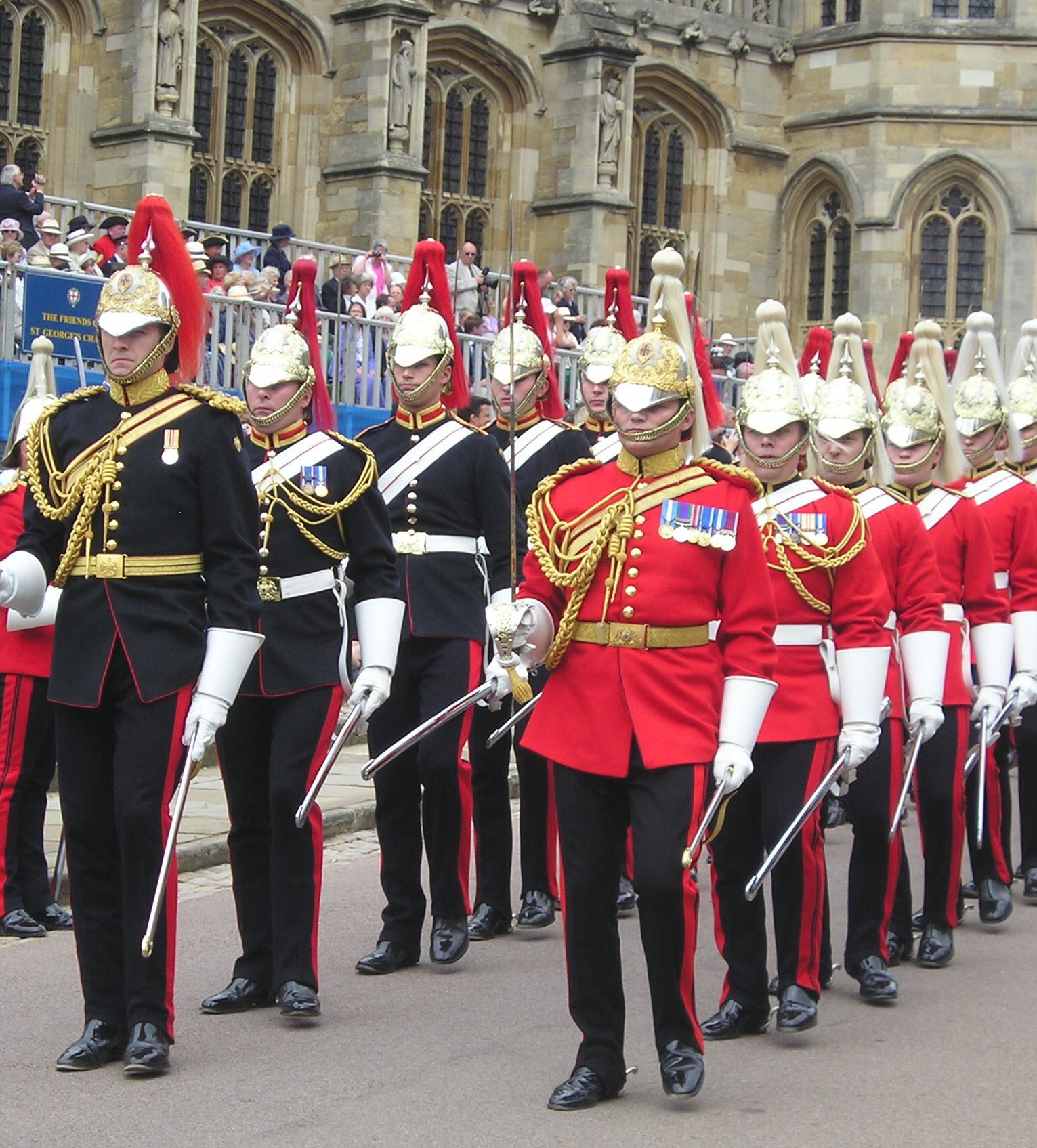
騎兵隊的飾繩

飾繩是軍服用吊在單肩上的裝飾用結繩。

## 由來
一種說法是，最早是法國騎兵將軍身邊的紮營侍衛，平時掛在肩上的牽馬用繩具。
另一種說法是，本來是參謀或是副官為了方便攜帶在地圖上畫記號的筆記用品所用的繩具。到了現代，繩索先端吊筆的部分已經演變成為掛著一種稱作「鉛筆」（英語：pencil）的金屬頭作裝飾。

## 相關項目
- 軍服